# Melica scabrosa
Melica scabrosa är en gräsart som beskrevs av Carl Bernhard von Trinius. Melica scabrosa ingår i släktet slokar, och familjen gräs. Inga underarter finns listade i Catalogue of Life.